# Dysmicoccus desertorum
Dysmicoccus desertorum är en insektsart som beskrevs av Mckenzie 1962. Dysmicoccus desertorum ingår i släktet Dysmicoccus och familjen ullsköldlöss. Inga underarter finns listade i Catalogue of Life.